# Лалін
Лалін (гал. Lalín, ісп. Lalín) — муніципалітет в Іспанії, у складі автономної спільноти Галісія, у провінції Понтеведра. Населення — 21 254 осіб (2009).
Муніципалітет розташований на відстані близько 440 км на північний захід від Мадрида, 49 км на північний схід від Понтеведри.

## Демографія
Динаміка населення (INE ):

## Галерея зображень

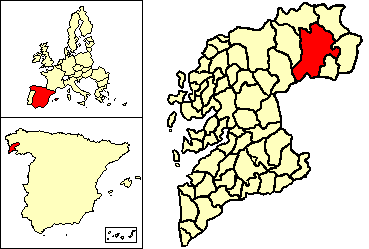
Розташування муніципалітету